# Mathias Haus
Mathias Haus (* 22. November 1963 in Essen) ist ein deutscher Musiker (Schlagwerk, insbesondere Vibraphon, Komposition), der vor allem im Bereich des Jazz hervorgetreten ist.

## Leben und Wirken
Haus wuchs in Düsseldorf als Sohn der Harfenistin Marianne Haus und des Schlagwerkers Friedbert Haus auf. Mit 10 Jahren erhielt er Klavierunterricht bei Ilonka von Nevay und trat in das Kinder-Schlagwerkensemble seines Vaters ein. Bei diesem studierte er ab 1979 Klassisches Schlagwerk am Robert-Schumann-Konservatorium. Mit Oliver Kels bildete er ein dem Jazz zugewandtes Duo, das eine erste Platte einspielte. 1983 wurde er in das Ensemble 4+6 des WDR berufen, dem u. a. Rainer Brüninghaus und Hugo Read angehörten. Im selben Jahr begann er an der Berklee School of Music Vibraphon bei Gary Burton und  Komposition/Arrangement bei Hal Crook zu studieren.
Zurück in Deutschland bildete er die Mathias Haus Band (mit Hugo Read, Vadislav Sendecki, Thomas Heidepriem und Thomas Alkier), dann ein Trio mit Hartmut Kracht und Peter Weiss, später mit Dietmar Fuhr und Danny Schroeteler. Dann leitete er ein Quintett mit Hendrik Soll, Werner Neumann, Stefan Rademacher und Kurt Billker. 
Auch spielte er Duos mit Read, mit Sendecki und mit Philipp van Endert, in dessen Band er auch auf dem Montreux Jazz Festival auftrat. Mit Steve Swallow und Carla Bley wirkte er an der Aufführung von ¾ in der Philharmonie Essen neben Uri Caine als zweitem Solisten mit.
Seit 1992 hatte er eine Dozentur an der Musikhochschule Köln, Abteilung Wuppertal; bereits 1988 hatte er das Perkussionsensemble seines Vaters, Düsseldorf Percussion (mit einer CD-Produktion und vielen Konzerten und Fernsehauftritten) übernommen. Weiter kam es zu Orchesterkonzerten unter Karlheinz Stockhausen, Hans Werner Henze und Mauricio Kagel und Uraufführungen von Werken von Manfred Trojahn, Oskar Gottlieb Blarr, Raimund Jülich, Gerhard Stäbler, David Graham und Christian Banasik in der Reihe forum 20. 
2023 erschien bei Jazzsick Records sein Album All My Life. Auch gehört er dem Jazzensemble Düsseldorf an. Weiterhin ist er auf Alben von Klaus König (Black Moments), Jörg Kaufmann, Axel Fischbacher, Alexandra Naumann, Esther Berlansky und Willy Ketzer zu hören.

## Preise und Auszeichnungen
Haus erhielt 1987 als Instrumentalist den Gary Burton Award und im Folgejahr als Komponist den John Dankworth Award. 1989 wurde er mit dem Förderpreis für Musik der Stadt Düsseldorf gewürdigt. 2002 wurde er mit dem Jazz Pott geehrt.